# MySims Party
MySims Party es un videojuego desarrollado por Hudson Soft y publicado por Electronic Arts como un spin-off de la franquicia Los Sims de Maxis para Nintendo DS y Wii en 2009. Es el tercer juego de la serie MySims. Consta de 50+ minijuegos que se pueden jugar con hasta 4 jugadores. El juego fue lanzado el 10 de marzo de 2009 en América del Norte.

## Jugabilidad

### Versión de Wii
La versión de Wii de MySims Party se aleja de la franquicia de Los Sims y de los otros juegos de MySims y comienza con un personaje que se muda a una ciudad deteriorada con un alcalde desesperado por traer de vuelta a los residentes. El trabajo del jugador es entrar en festivales y ganar para atraer a nuevas personas a la ciudad. Los jugadores deben acumular puntos durante estos minijuegos para obtener nuevos personajes y monumentos y, a cambio, reciben nuevos personajes jugables y atuendos para sus Sims. A medida que aumenta la población de la ciudad, se desbloquean nuevas áreas.
El jugador puede interactuar con los ciudadanos hablando con ellos. El personaje del jugador se puede personalizar en muchos elementos diferentes. A diferencia de otros juegos de la franquicia Los Sims, el Sim no tiene necesidades ni deseos.
En la versión de Nintendo Wii de MySims Party, solo se usa el mando de Wii para jugar a minijuegos.

### Versión para Nintendo DS
La versión para Nintendo DS de MySims Party tiene lugar en una ciudad deteriorada y el jugador tiene la tarea de traer residentes a la isla. Esto se logra jugando minijuegos para los lugareños que viven en la ciudad y después de que el jugador haya terminado con un determinado festival para ganar estrellas. Los jugadores recogen estrellas para desbloquear otras partes de la ciudad, así como nuevos minijuegos y nuevos artículos en las tiendas. A medida que se recolectan más estrellas, la ciudad crece y se desbloquean minijuegos.
El jugador puede interactuar con turistas y residentes. Los minijuegos se pueden jugar y, dependiendo de cómo lo hagan, se desbloquean como personajes jugables. El estilo del Sim se puede cambiar de cualquier manera en el guardarropa. A diferencia de otros juegos de la franquicia Los Sims, los Sims no tienen necesidades ni deseos, pero dormir puede ser opcional.
La versión de Nintendo DS de MySims es compatible con la pantalla táctil y el micrófono. La pantalla táctil se utiliza para hablar y moverse, así como para colocar y mover casas o muebles. Otros botones pueden controlar tareas específicas, como tomar fotos o iniciar una conversación. Esta versión también cuenta con una serie de minijuegos.

## Recepción
El juego recibió críticas "mixtas" en ambas plataformas, según el sitio web agregador de reseñas Metacritic. En Japón, donde el juego fue portado para su lanzamiento bajo el nombre de Boku a Sim no Machi Party (en japonés: ぼくとシムのまち パーティー, romanizado: Boku to Shimu no Machi Pātī) el 12 de marzo de 2009 (la misma fecha de lanzamiento que la versión australiana), Famitsū le dio una puntuación de 26 sobre 40 para la versión de DS, y 25 de 40 para la versión de Wii.